# Kannenhof
Kannenhof ist ein Ortsteil im Solinger Stadtbezirk Mitte. 
Am Kannenhof befindet sich die erste größere Wohnsiedlung des Solinger Spar- und Bauvereins (SBV) aus der Mitte der 1920er Jahre sowie eine große Wohnsiedlung der LEG Immobilien (LEG), die in den 1970er Jahren entstand. Am Kannenhof liegen zudem der ehemalige Botanische Garten, der heutige Gustav-Coppel-Park, die Alexander-Coppel-Gesamtschule sowie das Coppelstift, deren Namen alle auf die Solinger Unternehmerfamilie Coppel zurückgehen.

## Lage und Beschreibung
Kannenhof liegt östlich der Solinger Innenstadt innerhalb des Stadtbezirks Solingen-Mitte. Der Ort ist über die Wupperstraße mit dem Kernbereich der Solinger Innenstadt verbunden, die über Kannenhof weiter nach Papiermühle führt. Der Kannenhof befindet sich geografisch auf einem abfallenden Höhenzug zwischen dem Klauberger Bach im Norden und dem Städtgesmühler Bach im Süden. Der Städgesmühler Bach nimmt bei Altenbau im Osten das Wasser aus dem Klauberger Bach auf und wird dort Papiermühler Bach genannt. Westlich wird der Ort durch den Gustav-Coppel-Park begrenzt.
Die Siedlung Kannenhof kann städtebaulich in mehrere Bereiche gegliedert werden. Im Zentrum befindet sich die aus mehreren Gebäuden bestehende Alexander-Coppel-Gesamtschule sowie das Zentrum Frieden, ein ehemaliges Kloster und heutiges Tagungszentrum. Auch die Wendeschleife der Buslinie 698 der Stadtwerke Solingen befindet sich dort. In der Straße Am Kannenhof befindet sich eine in den 1920er Jahren errichtete Wohnsiedlung des Solinger Spar- und Bauvereins, nord- und südöstlich davon befinden sich neben zahlreichen Bungalows auch mehrere Wohnblocks der LEG Immobilien aus den 1970er Jahren.
Benachbarte Orte sind bzw. waren (von Nord nach West): Erbenhäuschen, Hasseldelle, Sturmsloch, Altenbau, Theegarten, Städtgesmühle, Kannenbrühl, Meigen, Meigenerbrühl, I. Feld, Hippe, Solingen, Bock und Klauberg.

## Geschichte

### Siedlungsursprünge bis zum 19. Jahrhundert

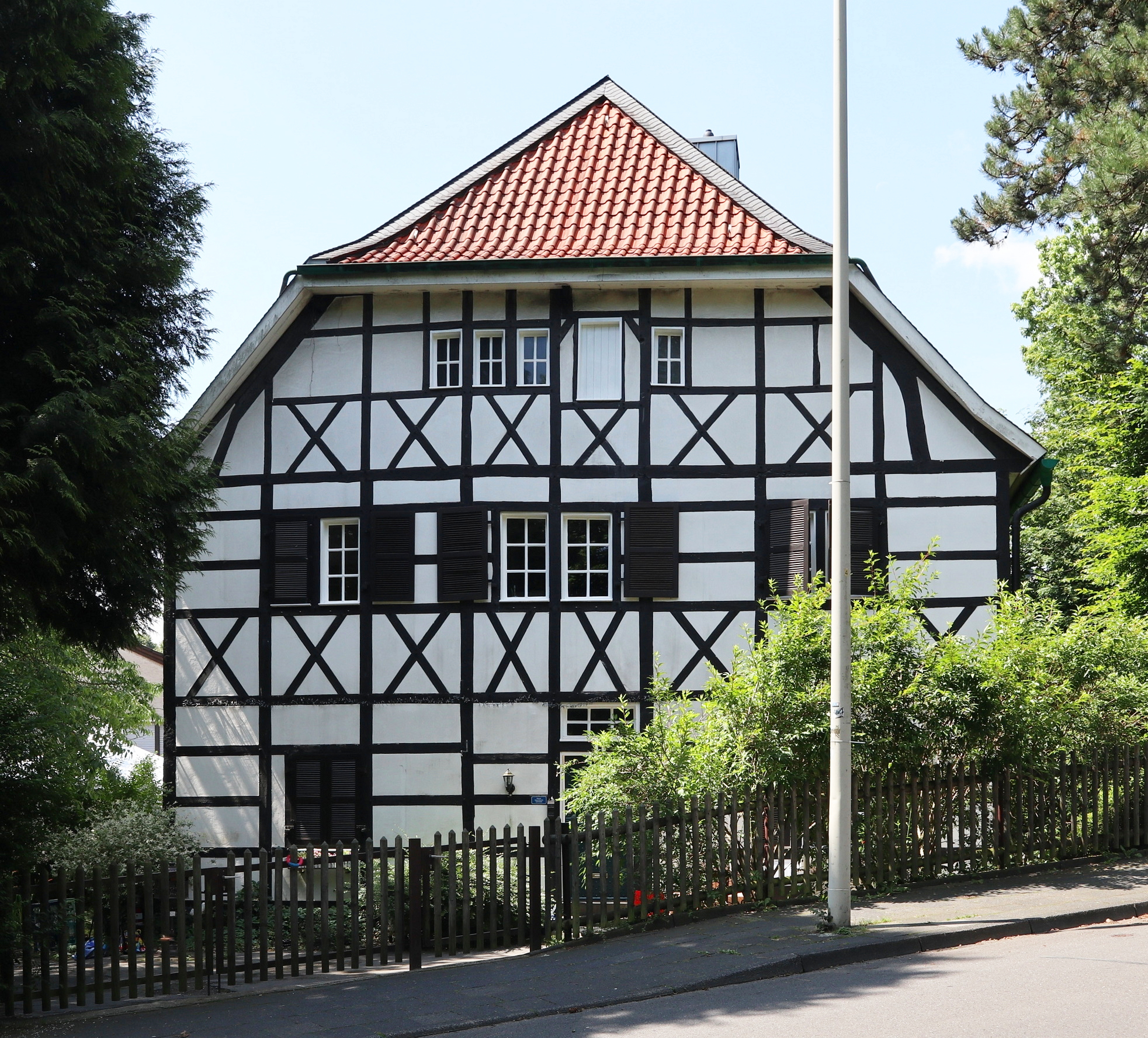
Hofgebäude des Kannenhofs, Fachwerkhaus Alfred-Nobel-Straße 14

Die Wurzeln des Kannenhofs liegen wohl in der ersten Hälfte des 17. Jahrhunderts. Während des Dreißigjährigen Krieges (1618–1648) ließ sich auf dem weitläufigen Gelände östlich von Solingen und südlich von Klauberg der Soldatenführer Werner von Cann aus dem Adelsgeschlecht derer von Kanne nieder. In Anlehnung an dessen Nachnamen und an die schon 1244 vorhandene Ortsbezeichnung Klauberg erhielt das Gebiet ab Ende des 17. Jahrhunderts den Namen Cannenklauberg. Später setzte sich der Name Kannenhof durch.:76f. Wie der Keusenhof in Ohligs war auch der Kannenhof ein sogenannter Sattelhof, der auf Anforderung des Landesherrn ein gesatteltes Pferd bzw. einen voll ausgerüsteten Reiter zur Verfügung zu stellen hatte. Am 15. Juli 1756 wurden beide Sattelhöfe gegen Zahlung einer Jahresgebühr von 8 Goldgulden von dieser Verpflichtung befreit. Das ursprüngliche Hofgebäude des Kannenhofs ist noch vorhanden, das große zweigeschossige Fachwerkhaus mit Krüppelwalmdach befindet sich an der heutigen Alfred-Nobel-Straße.
In dem Kartenwerk Topographia Ducatus Montani von Erich Philipp Ploennies, Blatt Amt Solingen, aus dem Jahre 1715 ist der Ort mit einer Hofstelle verzeichnet und als Cannen Clauberg benannt. Der Ort wurde in den Registern der Honschaft Solingen innerhalb des Amtes Solingen geführt. Die Topographische Aufnahme der Rheinlande von 1824 verzeichnet den Ort als Kan̅en Klauberg benannt, ebenso wie die Preußische Uraufnahme von 1844. Auch in der Topographischen Karte des Regierungsbezirks Düsseldorf von 1871 ist der Ort als Kan̅en Klauberg verzeichnet. In der Preußischen Neuaufnahme von 1893 ist der Ort schließlich als Kannenhof verzeichnet. 
Mit Einführung der Mairien im Jahre 1808 wurde Kannenhof der Mairie und späteren Bürgermeisterei Dorp zugeteilt, die im Jahr 1856 das Stadtrecht erhielt und lag dort in der Flur XI. Clauberg. 1815/16 lebten 35 Einwohner im Ort. Der laut der Statistik und Topographie des Regierungsbezirks Düsseldorf 1832 als Hofstädte kategorisierte Ort besaß zu dieser Zeit vier Wohnhäuser, eine Fabrikationsstätte oder Mühle und drei landwirtschaftliche Gebäude. Zu dieser Zeit lebten 43 Einwohner im Ort, davon neun katholischen und 34 evangelischen Glaubens.
Im Gemeindelexikon für die Provinz Rheinland werden für den Kannenhof 1885 sechs Wohnhäuser mit 60 Einwohnern angegeben. Die Bürgermeisterei beziehungsweise Stadt Dorp wurde nach Beschluss der Dorper Stadtverordneten zum 1. Januar 1889 mit der Stadt Solingen vereinigt. Damit wurde Kannenhof ein Ortsteil Solingens. 1895 besitzt der Ortsteil sechs Wohnhäuser mit 59 Einwohnern. 1905 werden sechs Wohnhäuser und 56 Einwohner angegeben.
Ab der zweiten Hälfte des 19. Jahrhunderts erlebte der Ortsteil eine beachtliche bauliche Entwicklung. Die Bebauung der Stadt Solingen breitete sich über die Wupperstraße immer weiter nach Osten aus. Auch die neu angelegten Seitenstraßen wie die Baum-, die Eck- und die Bleichstraße erlebten eine bauliche Verdichtung. Die Bevölkerungszahl Solingens nahm dadurch immer weiter zu. So entstand 1901/1902 am Kannenhof auch eine katholische Volksschule, aus der später die Städtische Gesamtschule Solingen hervorging, die heute den Namen Alexander-Coppel-Gesamtschule trägt. Im Jahre 1912 stiftete der Industrielle Gustav Coppel der Stadt Solingen das Coppelstift an der Wupperstraße am Kannenhof als Beratungs- und Erholungsstätte für Mütter und Kranke.

### SBV-Wohnsiedlung (1925–1926)

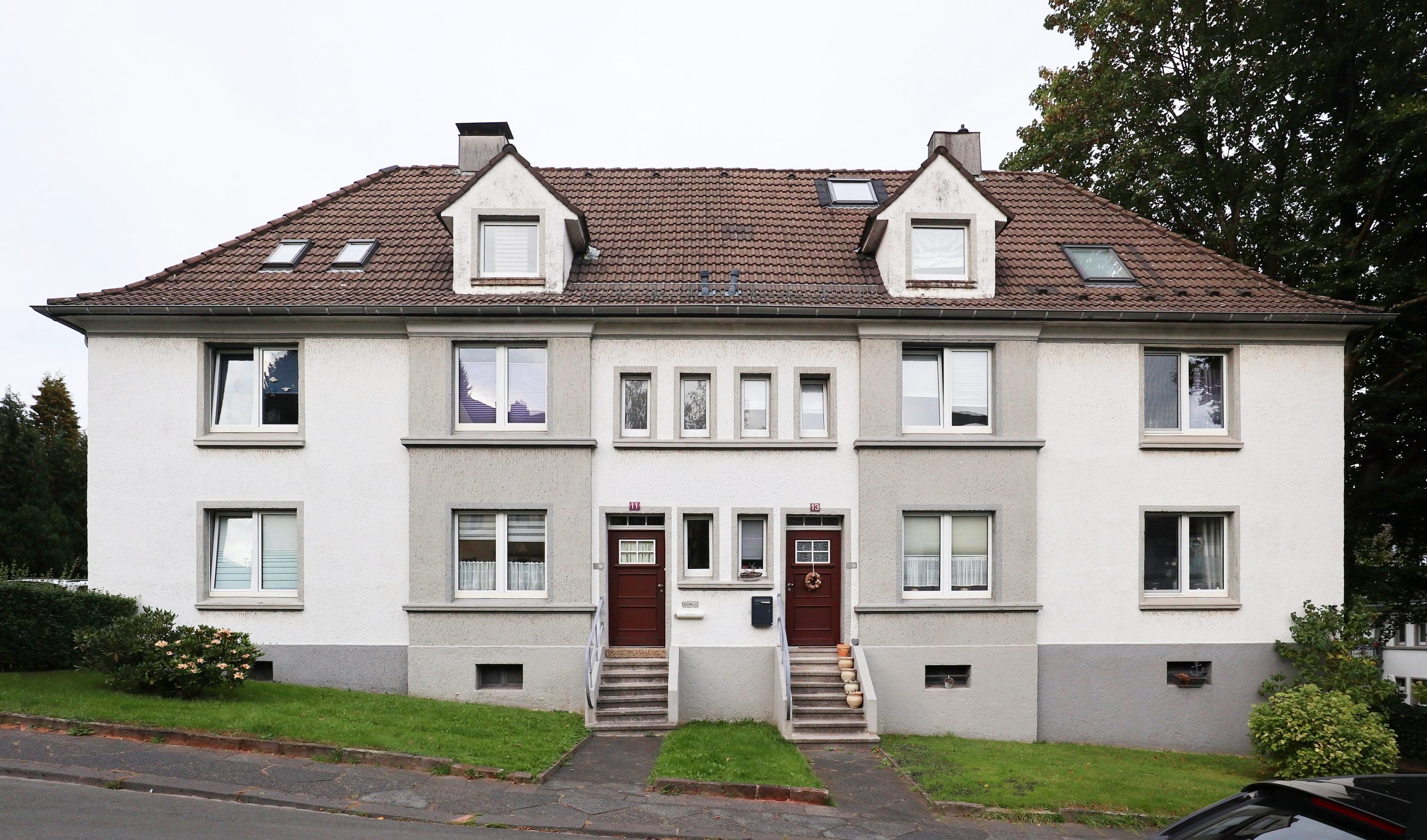
Wohnhaus am Kannenhof

Um der zunehmenden Wohnungsnot Einhalt zu gebieten, hatte sich bereits im Jahre 1897 der Solinger Spar- und Bauverein gegründet. Dieser konzentrierte sich in seiner Neubautätigkeit zunächst auf Einzelprojekte an verschiedenen Stellen der Stadt. In der ersten Hälfte der 1920er Jahre entschloss man sich zu einem ersten städtebaulichen Großprojekt. Hierzu erwarb man von der Stadt Solingen 1924 ein 2.000 Quadratruten großes Grundstück am Kannenhof. Ein Architektenwettbewerb fand statt, den unter anderem Franz Perlewitz gewann, der bereits andere Bauprojekte des Vereins ausgeführt hatte. Im Frühjahr des Jahres 1925 wurde mit dem Bau der Siedlung Kannenhof begonnen. Entlang der neu angelegten Straße Am Kannenhof entstanden bis 1926 in lockerer Bauweise 60 zweieinhalbgeschossige Doppelhäuser in sachlich-modernistischem Stil mit großzügigen Gartenanlagen. Für ein abwechslungsreiches Siedlungsbild sollten von Haus zu Haus unterschiedliche architektonische Details sowie zwei platzähnliche Erweiterungen sorgen.:99ff.

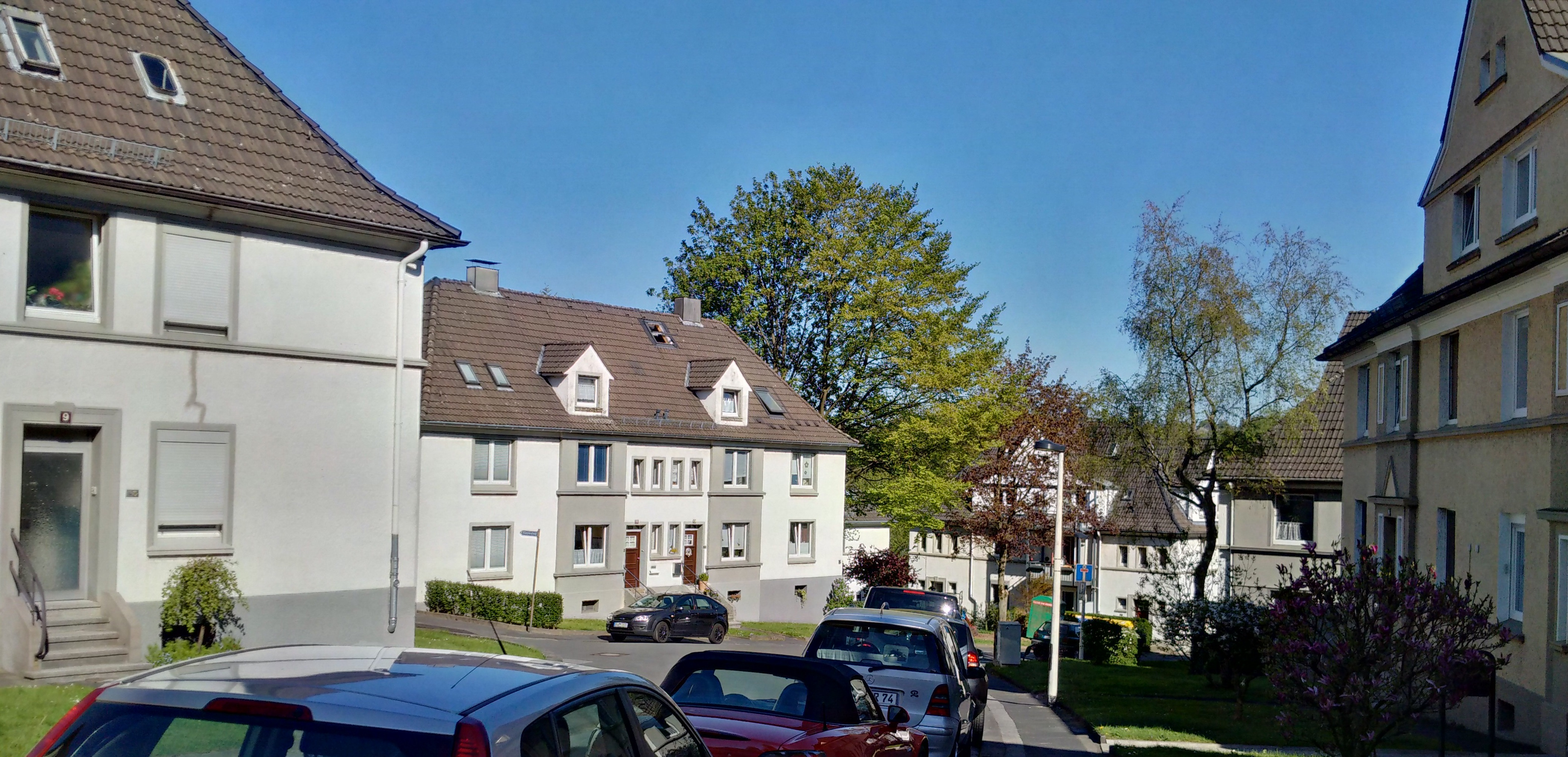
SBV-Wohnhäuser am Kannenhof

Die Siedlung Kannenhof war nicht nur die erste größere Siedlung des Spar- und Bauvereins, sondern war mit dem Bau zweier Gemeinschaftseinrichtungen auch Vorreiter für die Ideale des genossenschaftlichen Bauens in Solingen. Unter seinem Geschäftsführer Hermann Meyer hatte der Spar- und Bauverein von Beginn an den Bau einer zentralen Dampfwäscherei am Kannenhof vorgesehen. Meyer und Perlewitz ließen sich von einer solchen Einrichtung auf einer Reise nach Wien inspirieren, auf der sie unter anderen die dortigen Volkswohnungsbauten besichtigten. Nach dem Bau der Wäscherei konnten gegen ein geringes Entgelt die Bewohner der Siedlung ihre Wäsche dort waschen. Da die Wäscherei von der Siedlung Kannenhof nicht ausgelastet war, durften auch Bewohner anderer Siedlungen ihre Wäsche am Kannenhof waschen. Die Wäscherei am Kannenhof wurde noch bis 1976 betrieben und das Gebäude danach abgerissen. Es diente ursprünglich als Vorbild für das heute noch vorhandene Waschhaus in der Siedlung Weegerhof in Höhscheid.:99ff.
Die zweite Gemeinschaftseinrichtung war das große und repräsentative Genossenschaftsheim der Siedlung. Die Gaststätte wurde mit Tageswirtschaftsraum, Veranstaltungsräumen und einem großen Saal mit einer Kapazität von mehr als 400 Sitzplätzen im Jahre 1927 errichtet. Mit diesen Dimensionen wurde die Einrichtung zum Zentrum des genossenschaftlichen Lebens von ganz Solingen. Das Genossenschaftsheim wurde bei den Luftangriffen auf Solingen während des Zweiten Weltkriegs zerstört. Es wurde nach Kriegsende abgerissen.:99ff.

### Nachkriegszeit

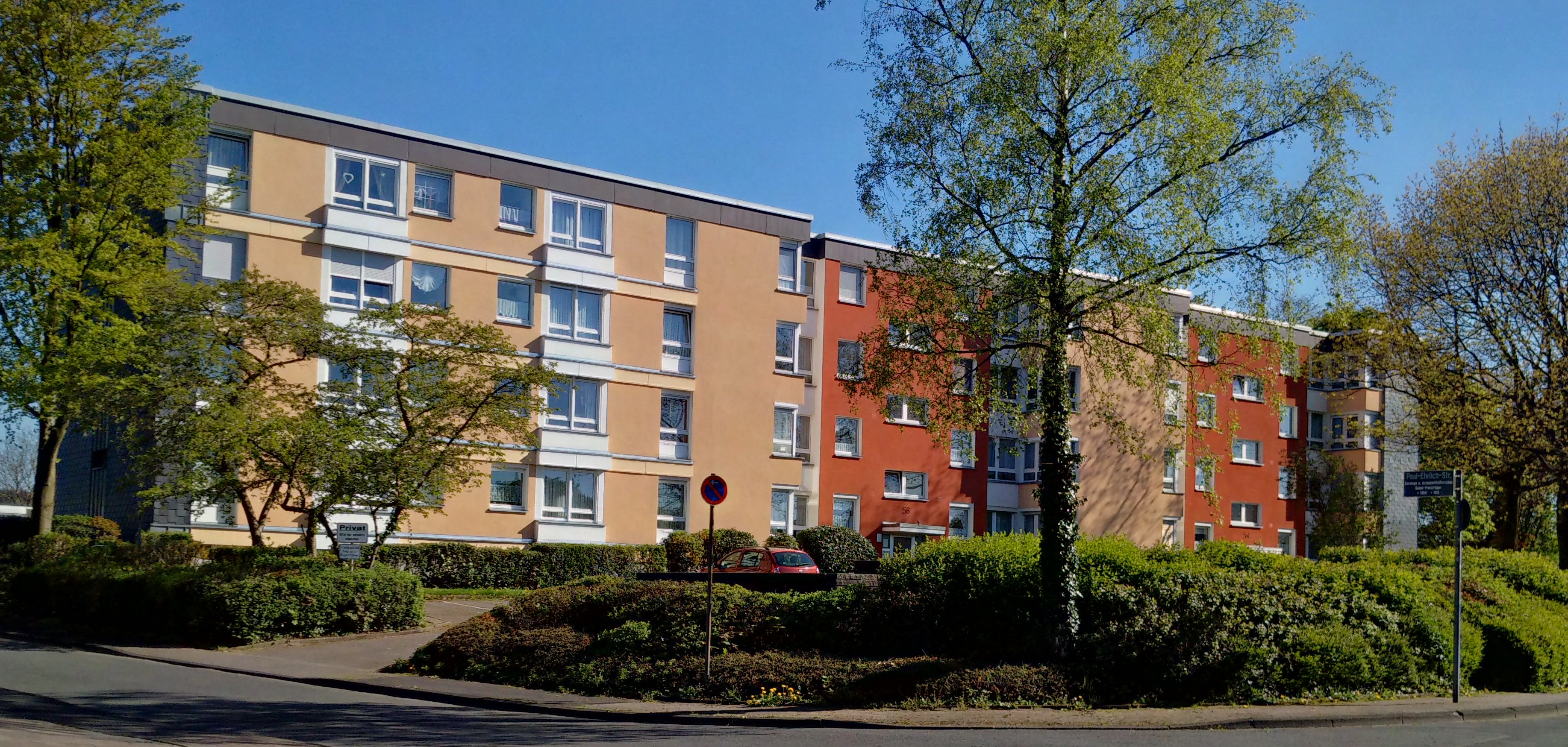
Häuser an der Alfred-Nobel-Straße

Das Gebiet zwischen der Altbausiedlung Kannenhof und der heutigen Alexander-Coppel-Gesamtschule war noch bis in die 1950er Jahre sehr dünn besiedelt. Ab 1956 erfolgten erste Neubauten, die Alfred-Nobel-Straße als spätere Erschließungsstraße der Neubausiedlung der Landesentwicklungsgesellschaft Nordrhein-Westfalen (LEG) südlich der Gesamtschule wurde im Jahre 1967 erbaut. Bis in die späten 1970er Jahre entstand an dieser Stelle eine neue Großwohnsiedlung. Dort ist heute neben einem städtischen Kindergarten auch das städtische Kinderhaus Kannenhof untergebracht.